# Malthinus depauperatus
Malthinus depauperatus es una especie de coleóptero de la familia Cantharidae.

## Distribución geográfica
Es endémica de la mitad este de las islas Canarias (España).